# Glen Afton
Glen Afton et Pukemiro sont deux villages jumeaux constituant des localités situées dans le district de Waikato, au nord de la région de Waikato, dans l’île du Nord de la Nouvelle-Zélande.

## Situation
La ville la plus proche est celle de Huntly, située à quelque 14 km (soit 15 minutes de voiture) au-delà.

## Histoire
Le village fut autrefois, un centre important de mines de charbon, mais seule la plus large et une beaucoup plus petite sont encore en fonctionnement dans le secteur.
Il y eut un accident minier important au niveau de Glen Afton le 24 septembre 1939: 11 hommes furent asphyxiés par du monoxyde de carbone.

## Mine de charbon de Puke
La mine de Puke Coal fonctionne à proximité du Bush Tramway et est autorisée à produire jusqu’à 180 000 tonnes de charbon par an, bien que la production actuelle est décrite comme "relativement modeste" en 2014.
La mine est une mine à ciel ouvert (en), récupérant le charbon laissé par les opérations précédentes d’extraction minière.
La mine de charbon est une propriété privée, ainsi il n’y a pas de permis et pas d’enregistrement public de la production.
La compagnie fut fondée en 2011 et emploie 25 personnes dans l’équipe de la mine et de la gestion du champ de travail.

## Installation  du souvenir
Le Association du tramway du Bush (en) fait circuler le Pukemito Line Heritage Railway, qui était autrefois la branche de Glen afton (en) jusqu’en 1977.
Le Country Music Club assure des rencontres au niveau des locaux du Bush Tramway Club.

## Éducation
L’école Pukemiro school est une école publique, mixte, assurant le primaire, allant des années 1 à 8 , avec un effectif de 4 élèves en 2020 .